# Europastraße 34
Die Europastraße 34 (kurz E 34) ist eine 489 km lange Europastraße, die von der Nordseeküste nach Osten durch Belgien und die Niederlande bis nach Bad Oeynhausen in Deutschland verläuft. Bei Bad Oeynhausen ist die E34 mit der Europastraße 30 verbunden, eine der wichtigsten Ost-West-Verbindungen Europas.

## Verlauf

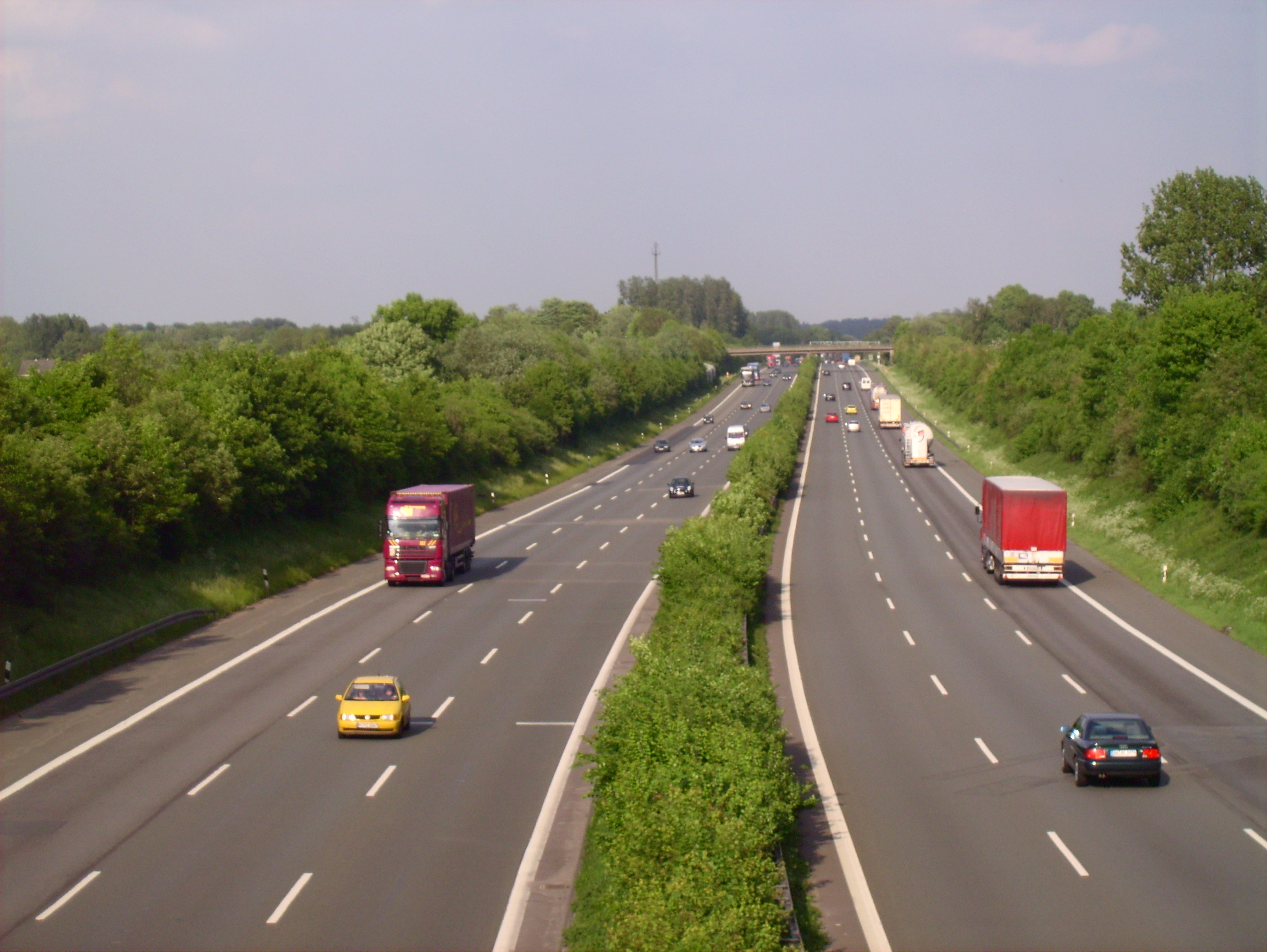
Die E 34 bei Kamen

Bis in den 1990er Jahren war der Abschnitt zwischen Antwerpen und Knokke-Heist (N49) noch keine Autobahn und durch die vielen Ampeln und die 90 km/h Geschwindigkeitsbegrenzung sehr unattraktiv zu fahren. Zurzeit ist die Strecke etwa zur Hälfte als Autobahn (A11) ausgebaut. Der restliche Teil der N49 soll aber noch zur Autobahn ausgebaut werden.
Ab Antwerpen verläuft die E 34 gemeinsam mit dem Antwerpener Autobahnring (R1) bis zum Kreuz Antwerpen-Ost. Von dort aus verläuft sie etwa 4 km gemeinsam mit der A13 bis zum Kreuz Ranst, von wo aus sie dann gemeinsam mit der A21 bis zur Niederländischen Grenze verläuft. In den Niederlanden führt sie dann vorbei an Eindhoven und Venlo als A67.
In Deutschland geht es dann weiter ab dem Grenzübergang Straelen bis zum Kreuz Kaiserberg (Duisburg, A 40), von wo aus sie weiter gemeinsam mit der A 3 bis zum Kreuz Oberhausen verläuft. Die E 34 kreuzt bei Kreuz Moers die E 31 und verläuft von Duisburg bis Oberhausen gemeinsam mit der E 35 auf der Trasse der A 3. Ab dem Kreuz Oberhausen trennen sich die Wege wieder, ab hier verläuft die E 34 auf der A 2. Bei Kamen kreuzt die E 37, die auf der Trasse der A 1 verläuft; bei Bad Oeynhausen endet die E 34 und wird von der aus der A 30/B 61 kommenden E 30 geschluckt.

### Städte
Die E 34 beginnt im belgischen Dorf Westkapelle in der Nähe der Hafenstadt Knokke-Heist. Von dort aus verläuft sie durch die Gemeinde Maldegem und vorbei an Zelzate bis nach Antwerpen. Von dort aus verläuft sie weiter vorbei an der Kleinstadt Ranst bis nach Eindhoven. Anschließend geht es weiter vorbei an der niederländischen Stadt Venlo bis mitten ins Ruhrgebiet nach Duisburg. Vorbei an Oberhausen und Dortmund endet die E 34 im ostwestfälischen Bad Oeynhausen.